# Leone de' Sommi
Giuda Leone de' Sommi (in ebraico יהודה בן יצחק סומי משער אריה, Yĕhūdāh ben Yiṣḥāq Somi Misha'ar Aryeh; Mantova, 1525 - 1527 circa – Mantova, 1590 circa) è stato un drammaturgo italiano, membro attivo della comunità ebraica di Mantova.

## Biografia
Leone de' Sommi visse per la maggior parte della sua vita a Mantova. Non si hanno molte notizie sulla sua vita. Ci sono studiosi, infatti, che ipotizzano fosse un insegnante o uno scrittore di libri sacri (dato il nome "Sofer", cioè scrittore di scrittura, e notizie su una copia di un'opera grammaticale e di una ricetta per preparare l'inchiostro). C'è anche l'ipotesi che commerciasse tessuti o fosse un ricamatore, visto che il personaggio che lo rappresenta nella sua opera Quattro dialoghi in materia di rappresentazioni sceniche è un ricamatore e il fatto che a Mantova ci fosse una fiorente attività di mercanti ebrei nel campo della lana, delle stoffe e dei ricami. Fu per anni il direttore della Compagnia degli ebrei della città.
Leone fu sempre un personaggio di spicco nella società mantovana e fu protetto da personaggi illustri come i Gonzaga, duchi di Mantova, e i Gonzaga di Novellara. Infatti, dopo la promulgazione dell'editto ducale secondo cui gli ebrei dovevano portare lo "simàn", il segno giallo che li distingueva dai cristiani, Ferrante I Gonzaga scrisse al duca di esonerare de' Sommi. La sua importanza ci viene testimoniata anche dalla costituzione, sette anni più tardi, di una società con altri due esponenti ebraici mantovani per appoggiare la salita al trono di Polonia del Duca Guglielmo o di suo figlio Vincenzo. Pur non ottenendo i risultati sperati rimane un'iniziativa ambiziosa che ci mostra la posizione di Yehuda a corte. Nel 1586 fondò una sinagoga che troviamo nominata nella sua tomba, ma che fu in seguito distrutta.

## Opere
Leone diresse e organizzò, tra il 1579 e il 1587, gli spettacoli teatrali che si svolgevano a Mantova alla corte dei Gonzaga. Qui ebbe un'alta considerazione e rappresentò la mediazione tra cultura ebraica e lo spirito rinascimentale. Fu il primo autore di un'opera teatrale in ebraico e in volgare: si trattava della cosiddetta Magen Nashìm, una sorta di disputa letteraria sulla donna che fece molto scalpore, pur non venendo pubblicata, poiché vi rispose il rabbino Ya'aqov ben Eliyà Joab da Fano con il suo Shilté haggiborìm, con frasi talmudiche e in aramaico. Era una sorta di accusa verso Leone di aver contaminato la lingua sacra per ingraziarsi i potenti. Un terzo poeta intervenne nella disputa, Baraq ben Avino'am, che lodò Leone per esser riuscito a trasmettere pensieri sacri con versi volgari. Leone incarna la problematica dell'inserimento degli ebrei nella società e della necessità di mediazione fra culture diverse. Si può, infatti, notare che nella sua produzione letteraria troviamo una traduzione italiana dei Salmi e numerose altre opere bilingui o con continui richiami alla cultura ebraica. Sul piano letterario cerca, quindi, di porre cultura ebraica e umanistica sullo stesso livello.
Fondamentali per la storia del teatro moderno sono i suoi Quattro dialoghi in materia di rappresentazioni sceniche, pervenutici in una sola copia manoscritta e compilati probabilmente tra il 1556 e il 1589. In questi testi Leone fornisce le prime indicazioni dell'epoca moderna sull'arte della recitazione e della messa in scena. Se fino all'inizio del Cinquecento la recitazione era principalmente opera di dilettanti (i cortigiani che inscenavano il testo davanti al principe, o i fedeli che partecipavano alla rappresentazione sacra), nella seconda parte del secolo diventa dominante la figura dell'attore professionista che fornisce una recitazione di tipo maggiormente realistico e complesso. La performance dell'attore, insomma, e non il testo, diventano l'elemento cruciale dello spettacolo. Primo a rendere conto di questo mutamento in forma teorica, Leone de' Sommi nei suoi dialoghi fornisce indicazioni riguardanti l'impostazione vocale dell'attore, la dizione (che deve essere precisa e mai rapida), il linguaggio del corpo (che deve essere appropriato al personaggio interpretato), il costume e addirittura il trucco. Sempre in direzione del massimo realismo possibile, nei Dialoghi viene prescritto l'impiego di scenografie urbane plausibili, viene raccomandato di ambientare le vicende in esterni e non interni (l'idea della "quarta parete" risulta ancora inconcepibile), e vengono fornite pionieristiche indicazioni di illuminotecnica. Un modo per ottenere una luce simile a quella del giorno senza mostrarne la fonte artificiale, ad esempio, sarebbe di nascondere delle torce dietro a delle colonne, per poi amplificarne e orientarne la luce tramite specchi (anch'essi celati).